# Gerald Hawkins
Gerald Stanley Hawkins (1928 - 2003) fue un astrónomo inglés famoso por su trabajo en el campo de la arqueoastronomía.
Nació en Great Yarmouth y estudió física y matemáticas en la Universidad de Nottingham. En 1952 se doctoró en radioastronomía, bajo la tutela de Sir Bernard Lovell en la Universidad de Mánchester.
En 1957 se hizo profesor de Astronomía y jefe del departamento en la Universidad de Boston, en los Estados Unidos de América. Escribió con profusión sobre muchos temas, incluyendo tectitas, meteoros y la teoría del estado estacionario del universo.
También aplicó recursos tecnológicos a la universidad para el estudio de la alineación astronómica de las construcciones megalíticas ancestrales. Introdujo las posiciones de las grandes piedras y otras características de Stonehenge en un primitivo ordenador IBM 7090 y usó los datos para modelar los movimientos del sol y la luna. En su libro de 1965 Stonehenge Decoded, Hawkins estableció que varias de las características de este monumento se establecieron de tal forma que permitían predecir una serie de eventos astronómicos.
Mediante la interpretación de Stonehenge como un gigantesco y prehistórico ordenador, el trabajo de Hawkins reajusto las ideas que veían el monumento como un templo primitivo. La comunidad arqueológica fue escéptica y sus teorías fueron rechazadas por notables prehistoriadores como Richard Atkinson, que denunció que el libro era ...tendencioso, arrogante, inmaduro e inconvincente. No obstante, el libro se vendió bien y fue bastante popular entre miembros de la contracultura de los 60, que seguían una línea de sabiduría ancestral explorada por Alexander Thom. Las teorías de Hawkins son todavía aceptadas con cautela.
Más tarde Hawkins examinó las Líneas de Nazca en Perú y el templo de Amun en Karnak, pero continuó estudiando Stonehenge hasta su muerte.